# 集约式预约挂号
集约式预约挂号，指在一个区域内，为众多医院建一个共享的预约挂号信息平台，便于医院使用和预约号源的管理；同时该平台支持对公众的服务，包括电话预约挂号服务和网络预约挂号服务等。
集约式预约挂号模式充分利用了电信运营商的服务资源，为医疗机构提供了一个工具型的服务平台，使医疗机构可以专注于医技类服务的提供，而将信息服务类的业务交给了专业化的电信运营商和数据服务商完成。
集约式的预约挂号是医疗服务业与电信服务业有机融合的一个典型的案例。